# Marie von Ernest
Marie von Ernest (* 30. Dezember 1858 in Breslau; † 28. März 1923 in Wien) war eine österreichisch-italienische Schauspielerin und Dramatikerin.

## Leben
Sie war die Tochter des Schauspielers Ludwig Ernest Edler von Baussnern (1826–1912) und der Schauspielerin Rosalie Schwarz (1833–1870). Bis zu ihrem 16. Lebensjahr lebte sie in Budapest, in dieser Zeit soll sie von ihrer Mutter dramatischen Unterricht erhalten haben. Als Schauspielerin debütierte sie am Berliner Victoria-Theater. Später wirkte sie am Hoftheater in Schwerin, der dort wirkende Intendant Alfred von Wolzogen soll sie zu literarischem Schaffen angeregt haben. Als Schauspielerin war sie zudem am Hoftheater in Wiesbaden, in Dresden und in München tätig.
Im Sommer 1883 heiratete sie in Rom den Sänger Giovanni Vaselli, dieser Ehe entstammen die Kinder Attilio (* 1884) und Cäsar/Cesare (1887–1946). Nach fünfjähriger Ehe starb ihr Mann, von Ernest übersiedelte nach Wien, wo sie für die Wiener Abendpost und das Neue Wiener Tagblatt tätig war. Sie starb 1923 an Brustkrebs und wurde bei der Feuerhalle Simmering (Abteilung 1, Ring 3, Gruppe 8, Nummer 62) bestattet.

## Werke
- Liederstrauss aus der Puszta. Hartleben, Wien 1878.
- Magdalena. Schauspiel. 1879.
- Mit dem Strome. Lustspiel in 4 Aufzügen. Bechtold, Wiesbaden 1879.
- Briefmarken. Plauderei. Selbstverlag, 1879 (?).